# Лацистемовые
Lacistemataceae — семейство цветковых растений порядка мальпигиецветные. Включает около 16 видов в 2 родах.

## Ареал

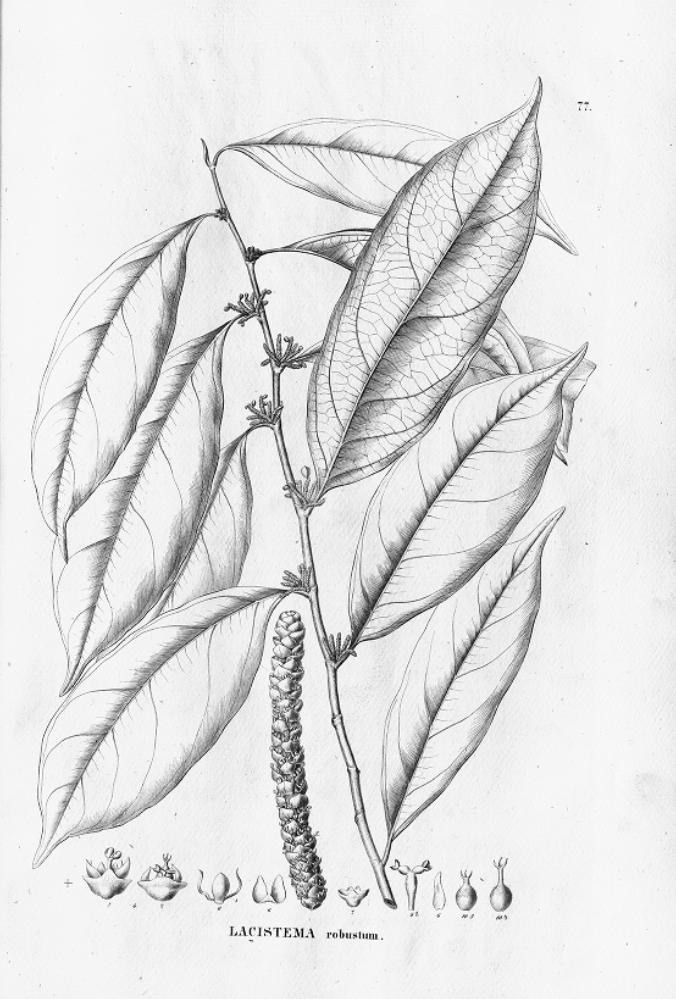
Lacistema robustum

Вест-Индия, Центральная и Южная Америка к югу от Мексики, за исключением Чили и умеренной зоны Аргентины.

## Места обитания
Представители семейства предпочитают горные, сухие или влажные леса, а также низменные влажные леса.

## Ботаническое описание
- Жизненная форма: вечнозеленые небольшие деревья или кустарники, до 20 метров в высоту.
- Листья: очередно расположенные, эллиптической формы.
- Соцветия: сережчатоподобные, пазушные, расположены по одному или группами.
- Цветки: мелкие (диаметр около 1 мм), двуполые, имеют прицветник.
- Завязь: верхняя.
- Тычинки: раздвоенные на конце.
- Плод: красно-бордово-коричневого цвета, перед высыпанием семян растрескивается.
- Семена: по 1-3 в одном плоде, белого цвета.

## Таксономия
По информации базы данных The Plant List (на июль 2016) семейство включает 2 рода и 13 видов:
- Lacistema — включает 10 видов
- Lozania — включает 3 вида